# 上海海軍特別陸戦隊
上海海軍特別陸戦隊（シャンハイかいぐんとくべつりくせんたい、旧字体：上海特別陸戰隊)とは、大日本帝国海軍が上海に権益保護のために駐留させていた陸戦隊のことである。第一次上海事変、第二次上海事変で激しい市街戦を行った。1932年（昭和7年）以降、日本海軍唯一の常設の陸上戦闘部隊となった。略称は上陸（シャンりく）。

## 沿革

### 誕生前
20世紀前半、日本は他の列強と同様に上海共同租界に多くの居留民を住まわせていた。日本は、居留民等の権益保護のために第一遣外艦隊を上海に駐留させていたが、当初は地上部隊は常駐させていなかった。地上部隊が必要な場合は、艦隊の乗員で編成した陸戦隊を上陸させるのを原則とし、それで不十分な時に日本本土から鎮守府で臨時に編成した特別陸戦隊や陸軍部隊が適宜派遣されていた。
しかし、1920年代半ばから、軍閥間の抗争の影響で上海周辺の情勢悪化が目立ち始め、地上部隊が不十分でないかと懸念されるようになった。そのため、呉鎮守府などでは特別陸戦隊を速やかに派遣できるよう準備するようになった。
1927年（昭和2年）2月に国民党軍の北伐で上海付近の戦闘が始まると、軽巡洋艦「天龍」と第18駆逐隊により呉鎮守府特別陸戦隊1個大隊（300人）が上海に派遣された。3月上旬には佐世保鎮守府と横須賀鎮守府からも各1個大隊（計500人）が派遣され、艦船陸戦隊とともに防護巡洋艦「利根」艦長の植松練磨大佐指揮の下で5個大隊（1400人）の連合陸戦隊を編成した。その後も増派があり、ピーク時には特別陸戦隊2300人と艦船陸戦隊2000人に達した。これらはイギリス軍6600人やアメリカ軍2800人、フランス軍500人とともに警備に就き、上海クーデターなどの間、敗残兵の武装解除や租界侵入阻止を実施した。

### 上海への駐留

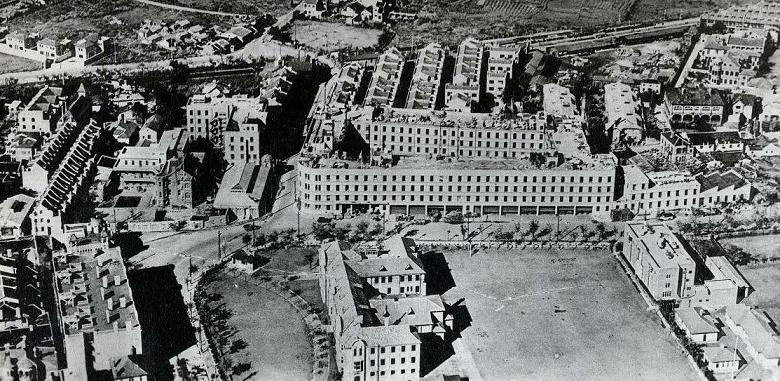
上海海軍特別陸戦隊本部。1階は車庫。

同年9月に上海周辺での戦闘が終わり、情勢が一応安定すると、派遣された陸戦隊の多くは日本本土に撤収した。ただし、警備強化の必要性にかんがみ、特別陸戦隊の一部は第一遣外艦隊隷下に上海陸戦隊の名で残されることになった。その兵力は1928年（昭和3年）6月時点で600人であったが、満洲事変が勃発すると若干増強されて900人となった。日本人が多く居住する虹口区に本部を置き、1929年に本部ビルを建設した。輸入したヴィッカース・クロスレイ装甲車も少なくとも7両が配備された。この間、第二次山東出兵では、上海陸戦隊から200人が出動した。
1932年（昭和7年）1月には第一次上海事変が発生し、上海陸戦隊は中国十九路軍と本格的な武力衝突を経験した。鮫島具重大佐を指揮官とする上海陸戦隊は、戦闘が始まった1月28日には、直前に増派された2個大隊を合わせて特別陸戦隊1800人の兵力だった。それが2月2日には事変勃発により新設された第三艦隊に編入され、第三艦隊司令長官の直率部隊に変わった。指揮官には第三艦隊司令部付となっていた植松練磨少将が着任し、鮫島大佐は参謀長となった。特別陸戦隊4個大隊の増派や艦船陸戦隊の揚陸があり、7個大隊と特科隊、漢口派遣隊1個中隊の兵力となっている。それでも中国軍に比べて兵力で大きく劣ったが、航空母艦による航空支援を受けて、陸軍部隊の到着まで租界の防衛に成功した。

### 常設化
第一次上海事変終息後、上海に引き続き特別陸戦隊を常駐させる必要が高いと判断された。そこで、同じ1932年の10月1日に、上海に特別陸戦隊を置くことを内容とした「海軍特別陸戦隊令」が制定され、上海陸戦隊は鎮守府から独立した官衙たる常設部隊の上海海軍特別陸戦隊に昇格した。これにより、他の陸戦隊は戦時の特設部隊であるのと異なり、唯一の常設陸戦隊となった。編制は2個大隊基幹の約2000人である。
1937年（昭和12年）1月8日、日本海軍は「海軍対支時局処理方針」を決定した。この方針では、上海特別陸戦隊について、上海に特別陸戦隊2000人、漢口に200人を配置する計画が立案された。同年8月には第二次上海事変が、上海特別陸戦隊第1中隊長の大山勇夫中尉が中国側保安隊によって殺害されたことをきっかけに始まった。大川内傳七少将を司令官とする上海特別陸戦隊は再び優勢な中国軍と交戦し、苦戦を強いられたが、陸軍の上海派遣軍の到着までかろうじて防衛に成功した。
その後、華中方面の主力陸戦隊として陸軍に協力し、揚子江遡江作戦（1938年）などに参加した。太平洋戦争（大東亜戦争）中も終戦まで存続し、大陸方面での警備などにあたった。実戦部隊としての機能のほか、他の戦域へ派遣する特別陸戦隊要員の教育部隊としての役割も担っていた。例えば、ウェーク島の防衛に派遣された第65警備隊は、上海特別陸戦隊から抽出した1個大隊を基幹として編成された。
1945年（昭和20年）の日本の連合国への降伏に伴い、上海特別陸戦隊は中国国民党軍によって武装解除された。そして、上海海軍特別陸戦隊は廃止された。

## 編制・装備

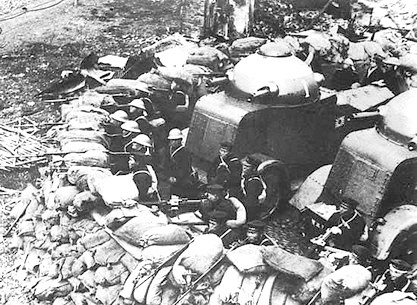
ヴィッカース・クロスレイ装甲車や三年式機関銃を中心に上海で交戦中の海軍陸戦隊。
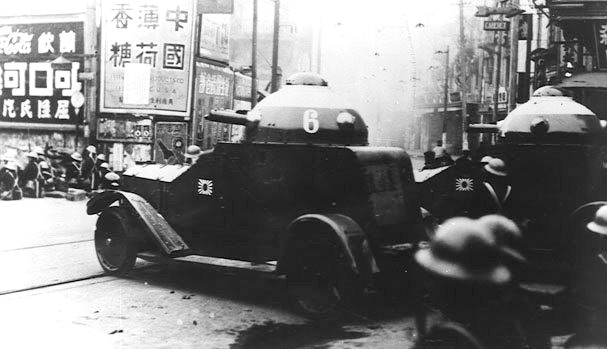
第一次上海事変中のヴィッカース・クロスレイ装甲車（毘式装甲自動車）
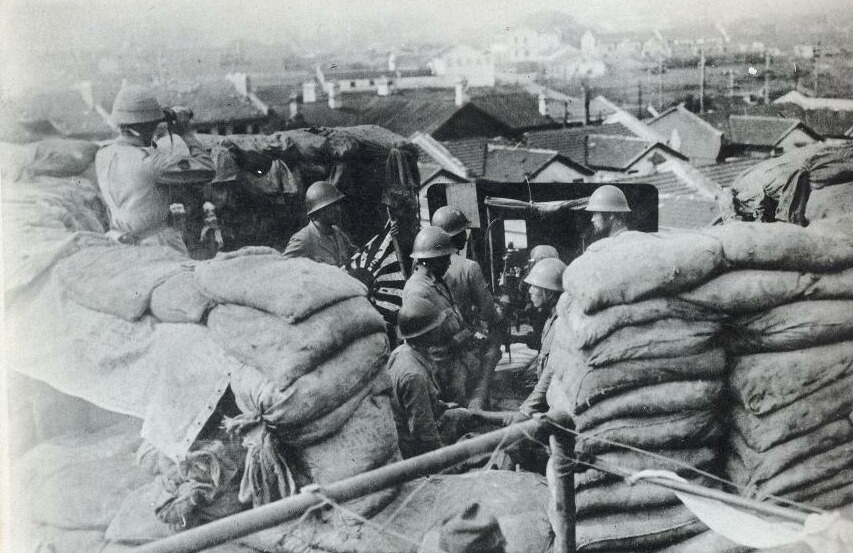
本部屋上に四一式山砲を据えた陸戦隊員ら。
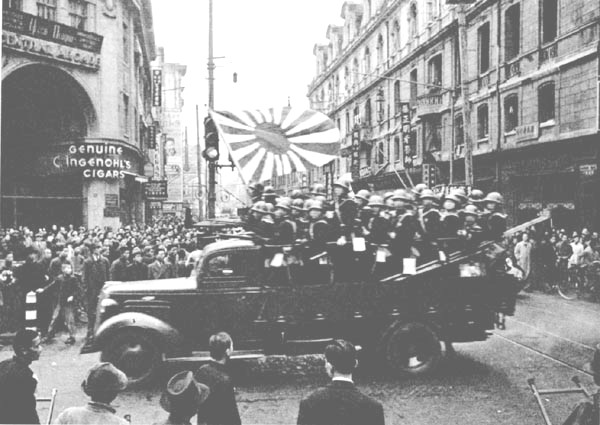
上海共同租界接収のため南京路に向かう陸戦隊。南京東路と四川中路の交差点、昭和十六年十二月八日。

時期によって編制は異なり、必要に応じて日本本土からの増援部隊や艦船陸戦隊を指揮下に入れた。一般的な特別陸戦隊より大規模である。編制単位として「大隊」を用いることがあるが、隷下2個中隊程度が多く、陸軍の歩兵大隊より小型である。小兵力であるのを補うため、装甲戦闘車両を備えた戦車隊を有していた。中でも市街戦に適した装輪装甲車を多く装備していた。また、同じく市街戦の経験からMP18/28（ベルグマン式）機関短銃などを日本軍の中では早くから装備していた。海軍特別陸戦隊令制定時の定員は、上海駐留要員として士官59名、特務士官・准士官54名、下士官・兵1867名だった。このほかに漢口特別陸戦隊を隷下に有する。
第二次上海事変初期には、上海地区の総兵力2400名（増加人員と艦船陸戦隊計400名を含む）、漢口部隊300名（増加人員100名を含む）を擁していた。上海地区の部隊は司令部大隊と第1～6大隊に編成され、うち第4大隊は砲隊である。主要装備は15cm榴弾砲4門、12cm榴弾砲4門、山砲12門、歩兵砲4門、速射砲4門、高射砲4門、15cm迫撃砲8門、戦車4両、装甲車6両、機銃車（機関銃搭載のサイドカー）9両以上を保有していた。　
太平洋戦争（大東亜戦争）末期の1945年4月1日時点では、隷下人員は士官53名、特務士官・准士官117名、下士官648名、兵2827名の実戦要員のほか、教育中の496名を合わせて4141名である。上海所在の施設部関係員約800名や軍属工員約1900名、防衛隊員約6800名なども指揮下に入れて、陸戦時には15000名近い兵力を運用する予定だった。上海地区の主要装備としては15cm迫撃砲7門、12cm高角砲20門、8cm高角砲8門、75mm野戦高射砲4門、対空機関砲120門、機関銃138門、軽戦車3両、装甲車7両、機銃車17両を保有していた。装甲車両の内訳は、終戦時の引渡資料によれば八九式中戦車2両、加式軽戦車1両、隅田式装甲自動車3両、九三式装甲自動車3両、毘式装甲自動車1両となっている。このほか、終戦時の引渡資料には、8cm迫撃砲40門（うち少なくとも28門は三式八糎迫撃砲）などの記載もある。

## 歴代司令官
| 順                       | 画像             | 名前             | 階級             | 階級章           | 就職                   | 兼任                     |
| 上海陸戦隊指揮官         | 上海陸戦隊指揮官 | 上海陸戦隊指揮官 | 上海陸戦隊指揮官 | 上海陸戦隊指揮官 | 上海陸戦隊指揮官       | 上海陸戦隊指揮官         |
| ------------------------ | ---------------- | ---------------- | ---------------- | ---------------- | ---------------------- | ------------------------ |
| 1                        |                  | 松本忠左         | 大佐             |                  | 昭和二年八月二十日     |                          |
| 2                        |                  | 柴山昌生         | 大佐             |                  | 昭和四年十二月七日     |                          |
| 3                        |                  | 鮫島具重         | 大佐             |                  | 昭和六年十二月一日     |                          |
| 4                        |                  | 植松練磨         | 少将             |                  | 昭和七年二月四日       |                          |
| 5                        |                  | 杉坂悌二郎       | 大佐             |                  | 昭和七年六月六日       |                          |
| 上海海軍特別陸戦隊司令官 |                  |                  |                  |                  |                        |                          |
| 6                        |                  | 杉坂悌二郎       | 大佐             |                  | 昭和七年十月一日       |                          |
| 7                        |                  | 宇野積蔵         | 少将             |                  | 昭和八年十一月十五日   |                          |
| 8                        |                  | 荒木貞亮         | 少将             |                  | 昭和九年十一月十五日   |                          |
| 9                        |                  | 近藤英次郎       | 少将             |                  | 昭和十年十二月二日     |                          |
| 10                       |                  | 大川内傳七       | 少将             |                  | 昭和十一年十一月十六日 |                          |
| 11                       |                  | 宍戸好信         | 少将             |                  | 昭和十三年四月二十五日 |                          |
| 12                       |                  | 武田盛治         | 少将             |                  | 昭和十四年十一月十五日 |                          |
| 13                       |                  | 牧田覚三郎       | 少将             |                  | 昭和十六年九月十五日   | 上海方面 根拠地隊 司令官 |
| 14                       |                  | 大野一郎         | 少将             |                  | 昭和十七年二月十四日   | 同上                     |
| 15                       |                  | 畠山耕一郎       | 少将             |                  | 昭和十八年六月一日     | 同上                     |
| 16                       |                  | 鈴木長蔵         | 少将             |                  | 昭和十九年三月二十日   | 同上                     |
| 17                       |                  | 勝野実           | 少将             |                  | 昭和十九年八月十八日   | 同上                     |

## 史跡
虹口区の上海海軍特別陸戦隊本部ビルは現存しており、雑居ビルとして長年使用され続けていたが近年ではほぼ空きテナント状態となっている。